# 姜應甲
姜應甲（16世紀—17世紀），字叔乙，浙江金華人，明朝、南明政治人物。

## 生平
萬曆四十六年（1618年）姜應甲舉戊午科浙江鄉試，崇禎元年（1628年）登進士，授行人，前往楚地祭祀，不收饋贈，監考順天科場，取錄劉侗等十三人。轉刑科給事中，彈劾溫體仁。當時吏部尚書缺任，張捷提議任命閹黨的呂純如，但崇禎帝不准許，張捷依然喋喋不休，姜應甲大罵張捷：「你這樣做心思很明顯，還敢在皇上面前狡辯！」終於呂純如不得起用，惟後來他因為崇禎帝不聽自己的建議辭職。崇禎十五年（1642年）許都起事，姜應甲傾出財產招募兵馬抵抗，在孝順街迎戰打退許都部隊。
弘光帝繼位，姜應甲獲徵，任給事中，南京失守後歸鄉；隆武帝即位，召任禮科並加太常少卿，聯絡溫州、嚴關。福京被清朝軍隊攻破，有人請他在婺寧庵見清朝官員，他說：「我快要死去見朱大典了。」最後並無前往。後來姜應甲到北山出家為僧，自號法藏，寫書直到逝世，年七十六歲。